# Aeroporto de Yellowknife
O Aeroporto de Yellowknife (IATA: YZF, ICAO: CYZF) está localizado em Yellowknife nos Territórios do Noroeste, Canadá. O aeroporto faz parte do Sistema Nacional de Aeroportos e é operado pelo Governo dos Territórios do Noroeste. O aeroporto tem serviço regular de passageiros e vários serviços de frete. Em 2007, o terminal movimentou 527.000 passageiros.